# NGC 87
NGC 87은 불규칙 은하이며, 로버트의 4개 은하에 있는 은하 중 하나이다. 약 1억 6,000만 광년 떨어져 있다.

## 같이 보기
- 로버트의 네 개의 은하